# Бішопвілл (Меріленд)
Бішопвілл (англ. Bishopville) — переписна місцевість (CDP) в США, в окрузі Вустер штату Меріленд. Населення — 499 осіб (2020).

## Географія
Бішопвілл розташований за координатами 38°26′19″ пн. ш. 75°12′32″ зх. д. / 38.43861° пн. ш. 75.20889° зх. д. (38.438560, -75.208997).  За даними Бюро перепису населення США в 2010 році переписна місцевість мала площу 7,51 км², з яких 7,43 км² — суходіл та 0,08 км² — водойми.

## Демографія
Згідно з переписом 2010 року, у переписній місцевості мешкала 531 особа в 207 домогосподарствах у складі 142 родин. Густота населення становила 71 особа/км².  Було 241 помешкання (32/км²).
Расовий склад населення:
| - 78,0 % — білих - 19,8 % — чорних або афроамериканців - 1,3 % — азіатів |

До двох чи більше рас належало 0,4 %. Частка іспаномовних становила 5,5 % від усіх жителів.
За віковим діапазоном населення розподілялося таким чином: 20,7 % — особи молодші 18 років, 61,6 % — особи у віці 18—64 років, 17,7 % — особи у віці 65 років та старші. Медіана віку мешканця становила 45,9 року. На 100 осіб жіночої статі у переписній місцевості припадало 105,8 чоловіків;  на 100 жінок у віці від 18 років та старших — 104,4 чоловіків також старших 18 років.
Середній дохід на одне домашнє господарство  становив 62 887 доларів США (медіана — 52 500), а середній дохід на одну сім'ю — 82 462 долари (медіана — 77 222). 
Цивільне працевлаштоване населення становило 265 осіб. Основні галузі зайнятості: освіта, охорона здоров'я та соціальна допомога — 35,8 %, будівництво — 35,1 %, науковці, спеціалісти, менеджери — 14,7 %, публічна адміністрація — 6,8 %.